# 山東泰山足球倶楽部
山東泰山足球倶楽部（漢音読み：さんとう-たいさん-そっきゅうくらぶ、山东泰山足球俱乐部）は、中華人民共和国の東部、山東省済南市をホームタウンとする、中国プロサッカーリーグ（中国超級）に加盟するプロサッカークラブ。通称・山東泰山。

## 概要
スローガンは「文化足球、百年魯能（文化的なサッカーをしよう、百年の構想をもって魯能を考えよう）」。
チーム名は親会社の山東魯能グループに由来する。山東魯能グループ（英: Shandong Luneng Group）は山東省の電力供給会社、山東電力（中: 山东电力集团）を中心とする企業グループ。2021年に済南文旅発展集団が筆頭株主になり、チーム名は山東泰山に変更。
伝統行事として、毎年のシーズン前に山東省の泰山をスタッフを含めてチーム全員が登山する。
中国FAカップにおいて、最も成功しているクラブと見られる。「カップ戦の王者」と呼ばれる。

## 歴史

### 1956年 クラブ創設
1956年
4月10日、地元の山東省政府によって設立された。

### 1993年 プロフェッショナリズム
1993年
12月2日、プロサッカークラブとして「山東泰山足球倶楽部」（Shandong Taishan Football Club）を創立。

### 1994年-2003年（甲A）
1994年
中国サッカー協会（中国足球協会）の最初のシーズンである、甲A級に出場。
1995年
中国足協杯優勝。
1998年
山東電力、魯能グループが共同出資し、「山東魯能泰山足球倶楽部」（Shandong Luneng Taishan Football Club）へ改名した。
1999年
中国サッカー甲Aリーグと中国足協杯の両方で優勝、史上初の二冠チームとなる。

### 2004年-（超級）
2005年
AFCチャンピオンズリーグ2005でACL初出場すると予選で横浜FM、PSMマカッサル、BECテロ・サーサナのグループFを6勝の予選全勝で首位通過して決勝トーナメントに進出した。準々決勝でアル・イテハドと対戦した。ホームの第1戦を1-1で引き分け、アウェイの第2戦では2-7の大差で敗戦し合計スコア3-8で準々決勝で敗退が決定した。
2006年
スーパーリーグと名称変更されてから初の優勝。AFCチャンピオンズリーグ2007とA3チャンピオンズカップ2007の出場権を獲得した。
2007年
2006年度中国スーパーリーグ優勝チームとして、AFCチャンピオンズリーグ2007、A3チャンピオンズカップ2007に出場した。
2回目の出場となったAFCチャンピオンズリーグ2007の予選で城南、アデレード・ユナイテッド、ドンタム・ロンアンのグループGを4勝1分1敗の2位で終えた。首位の城南に勝点で並ぶも得失点で上回れずグループリーグ敗退した。
初出場でこの年で最後となったA3チャンピオンズカップ2007では上海申花、浦和、城南一和天馬と対戦し、2勝1敗で2位の準優勝に終えた。優勝した上海申花に勝点で並ぶも得失点で上回れなかった。
2008年
スーパーリーグにて優勝を果たす。
2009年
2008年度中国スーパーリーグ優勝チームとして、3回目の出場となったAFCチャンピオンズリーグ2009の予選でG大阪、FCソウル、スリウィジャヤのグループFを2勝1分3敗の3位で終えグループリーグ敗退した。
スーパーリーグで4位となり、AFCチャンピオンズリーグ2010の出場権を獲得した。
2010年
2年連続の4回目の出場となったAFCチャンピオンズリーグ2010の予選でアデレード・ユナイテッド、浦項、広島のグループHを2勝4敗でグループリーグ最下位の4位に終え敗退した。
2011年
3年連続の5回目の出場となったAFCチャンピオンズリーグ2011の予選で全北、C大阪、アレマ・マランのグループGを2勝1分3敗の3位で終えグループリーグ敗退した。
2013年
2013年度中国スーパーリーグで2位となり、AFCチャンピオンズリーグ2014の出場権を獲得した。
2014年
6回目の出場となったAFCチャンピオンズリーグ2014の予選で浦項、C大阪、ブリーラム・ユナイテッドのグループEを1勝2分3敗でグループリーグ最下位の4位に終え敗退した。
2015年
呂征と耿暁鋒が上海申花、ライアン・マッゴーワンがダンディー・ユナイテッドFC、馬龍が青島中能、王剛がSGサカベンエンスに移籍。ヴァグネル・ラヴと契約解除した。
アトレチコ・ミネイロからジエゴ・タルデッリを移籍金550万ユーロで獲得した。
2年連続で7回目の出場となったAFCチャンピオンズリーグ2015の予選で全北、ビンズオン、柏のグループEを2勝1分3敗の3位で終えグループリーグ敗退した。
超級リーグ戦では18勝5分7敗の3位で終えた。AFCチャンピオンズリーグ2016のプレーオフの出場権を獲得した。
2016年
AFCチャンピオンズリーグの本戦をかけて予選2回戦から出場する。ACLではグループリーグを突破したがリーグ戦で下位に低迷したため、新監督としてフェリックス・マガトが就任した。
2017-2019年
リーグ戦、FAカップ、ACLともに低迷していた。良い成績を残せず、無冠な時期。
2020年
新型コロナウイルスの影響により、リーグ戦は短縮された。リーグ戦では成績を残さなかったが、下半期に監督が交代され、カップ戦を優勝した。
2021年
クラブ名に会社名を入れないようにするサッカー協会の方針を受けて、2021年シーズンからクラブ名を「山東泰山足球倶楽部」（Shandong Taishan Football Club）へ改名した。なお、当チームは給与未払いによりACLへの参加権(ライセンス自体)が剥奪されている。
新型コロナウイルスの影響により、リーグ戦は前期と後期に分かれていたが、選手の補強などを積極的にやりつつながら、リーグ戦で22勝6引き分け1敗の好成績で11年ぶりにリーグ優勝。カップ戦で上海海港に勝ち、カップ戦優勝へ。願念の「二冠王」を達成。
2022年
新型コロナウイルスの影響で、リーグ戦が安定していない上、良い成績をキープできず、リーグ戦優勝を逃して、最終的に２位になった。同じく新型コロナウィルスの影響により、中国FAカップ戦は2023年まで延長した。2023年1月に、2022FAカップを優勝。ACL出場へ。
2023年
新型コロナウイルスによる制限がなくなったことで、リーグ戦に集中できるようになったが、賭博や八百長の不祥事により選手をロスし、監督交代へ。リーグ戦初期は低迷していたが、監督交代後連勝を果たし、上位に突入。次期アジアリーグ出場権を獲得。リーグ終盤、優勝を逃し、リーグ2位と確定。運営が不安定の2023年にしては予想以上の成績であった。
下半期に、ACLのグループステージに出場。コロナ後はじめて一軍をACLへ派遣した。
CFAカップ戦は上海申花に負け、４連覇を逃して、準優勝。
2024年
ACLで横浜Mに負け、8強で敗退、史上ベストを更新できず。初めて２軍（山東泰山Bチーム）を中乙リーグへ派遣し、理想な成績を残した。スーパーリーグで最終的に５位。CFAカップ戦決勝進出したが、上海海港に負け、優勝を逃しと同時に、次期ACL出場権を逃した。低迷で一年間タイトル無し。2024年下半期はACL24−25へ出場。
2025年
ACLを突然的に棄権、グループステージで終了。FAカップは成都に負けて敗退。次期ACLへ出場できないがライセンス獲得。

## タイトル

### 国内タイトル
- 中国サッカー・超級リーグ：4回
  - 2006, 2008, 2010, 2021
- 甲Aリーグ：1回
  - 1999
- 中国FAカップ：8回
  - 1995, 1999, 2004, 2006, 2014, 2020, 2021, 2022
- 中国サッカー・スーパーカップ：1回
  - 2015
- CSLカップ：1回
  - 2004

### 表彰
中国サッカー協会
- 最優秀GK賞
  - 2014 -  王大雷
- 最優秀新人賞
  - 2013 -  金敬道
  - 2014 -  劉彬彬

超級リーグ
- 得点王
  - 2006 -  李金羽
  - 2007 -  李金羽
  - 2015 -  アロイージオ
- 国内得点王
  - 2012 -  王永珀
- ベストイレブン
  - 2012 -  杜威,  鄭錚,  王永珀
  - 2013 -  鄭錚,  王永珀
  - 2014 -  王大雷,  鄭錚
- フェアプレー賞
  - 2012, 2016

## 過去の成績
| シーズン | リーグ     | 試 | 勝 | 分 | 敗 | 得 | 失 | 差  | 点 | 順位 | カップ       |
| -------- | ---------- | -- | -- | -- | -- | -- | -- | --- | -- | ---- | ------------ |
| 2004     | 超級リーグ | 22 | 10 | 6  | 6  | 44 | 29 | +15 | 36 | 2位  | 優勝         |
| 2005     | 超級リーグ | 26 | 15 | 7  | 4  | 47 | 30 | +17 | 52 | 3位  | 準優勝       |
| 2006     | 超級リーグ | 28 | 22 | 3  | 3  | 74 | 26 | +48 | 69 | 1位  | 優勝         |
| 2007     | 超級リーグ | 28 | 14 | 6  | 8  | 53 | 29 | +24 | 48 | 3位  | -            |
| 2008     | 超級リーグ | 30 | 18 | 9  | 3  | 54 | 25 | +29 | 63 | 1位  | -            |
| 2009     | 超級リーグ | 30 | 11 | 12 | 7  | 35 | 30 | +5  | 45 | 4位  | -            |
| 2010     | 超級リーグ | 30 | 18 | 9  | 3  | 59 | 34 | +25 | 63 | 1位  | -            |
| 2011     | 超級リーグ | 30 | 13 | 8  | 9  | 37 | 31 | +6  | 47 | 5位  | 準優勝       |
| 2012     | 超級リーグ | 30 | 8  | 12 | 10 | 46 | 43 | +3  | 36 | 12位 | 準決勝敗退   |
| 2013     | 超級リーグ | 30 | 18 | 5  | 7  | 55 | 35 | +20 | 59 | 2位  | 4回戦敗退    |
| 2014     | 超級リーグ | 30 | 12 | 12 | 6  | 41 | 29 | +12 | 48 | 4位  | 優勝         |
| 2015     | 超級リーグ | 30 | 18 | 5  | 7  | 66 | 41 | +25 | 59 | 3位  | 準決勝敗退   |
| 2016     | 超級リーグ | 30 | 9  | 7  | 14 | 38 | 45 | -7  | 34 | 14位 | 4回戦敗退    |
| 2017     | 超級リーグ | 30 | 13 | 10 | 7  | 49 | 33 | +16 | 49 | 6位  | 準々決勝敗退 |
| 2018     | 超級リーグ | 30 | 17 | 7  | 6  | 57 | 39 | +18 | 58 | 3位  | 準優勝       |
| 2019     | 超級リーグ | 30 | 15 | 6  | 9  | 55 | 35 | +20 | 51 | 5位  | 準優勝       |
| 2020     | 超級リーグ | 20 | 9  | 5  | 6  | 35 | 25 | +10 | 32 | 5位  | 優勝         |
| 2021     | 超級リーグ | 22 | 15 | 6  | 1  | 47 | 16 | +31 | 51 | 1位  | 優勝         |
| 2022     | 超級リーグ | 34 | 25 | 3  | 6  | 87 | 29 | +58 | 78 | 2位  | 優勝         |
| 2023     | 超級リーグ |    |    |    |    |    |    |     |    | 2位  | 準優勝       |
| 2024     | 超級リーグ |    |    |    |    |    |    |     |    | 5位  | 準優勝       |

- 2020シーズンは新型コロナウイルス感染拡大の影響により、8チームずつ2つのグループに分かれて予選を行い、各グループ上位4チーム計8チームが優勝を争う決勝トーナメントに、下位4チーム計8チームが降格を争う残留プレーオフに進む形で開催された。

## 現所属メンバー

### スカッド（国内リーグ戦・カップ戦）
2025年7月22日現在
注：選手の国籍表記はFIFAの定めた代表資格ルールに基づく。
| No. | Pos. |                 | 選手名                     |
| --- | ---- | --------------- | -------------------------- |
| 1   | GK   | 中華人民共和国  | 于金永                     |
| 5   | DF   | 中華人民共和国  | 鄭錚                       |
| 6   | DF   | 中華人民共和国  | 王彤                       |
| 8   | MF   | ブラジル        | ギリェルメ・マドルガ       |
| 9   | FW   | ブラジル        | クリザン                   |
| 10  | FW   | ジョージア (国) | ヴァレリ・カザイシュヴィリ |
| 11  | DF   | 中華人民共和国  | 劉洋                       |
| 14  | GK   | 中華人民共和国  | 王大雷                     |
| 15  | DF   | スペイン        | ジュイス・ロペス           |
| 17  | MF   | 中華人民共和国  | 呉興涵                     |
| 19  | FW   | ブラジル        | ゼカ                       |
| 21  | MF   | 中華人民共和国  | 劉彬彬                     |
| 22  | MF   | 中華人民共和国  | 李源一                     |
| 23  | MF   | 中華人民共和国  | 謝文能                     |
| 27  | DF   | 中華人民共和国  | 石柯                       |
| 29  | FW   | 中華人民共和国  | 陳蒲                       |

| No. | Pos. |                | 選手名                            |
| --- | ---- | -------------- | --------------------------------- |
| 31  | DF   | 中華人民共和国 | 趙劍非                            |
| 32  | GK   | 中華人民共和国 | 孫啓航                            |
| 33  | DF   | 中華人民共和国 | 高准翼                            |
| 35  | DF   | 中華人民共和国 | 黄政宇                            |
| 38  | FW   | 香港           | ラファエル・メルキエス （李小恒） |
| 41  | MF   | 中華人民共和国 | イムラン・メメット                |
| 44  | DF   | 中華人民共和国 | 史松宸                            |
| 45  | MF   | 中華人民共和国 | 陳沢仕                            |
| 51  | GK   | 中華人民共和国 | 劉騏偉                            |
| 55  | DF   | 中華人民共和国 | 彭嘯                              |
| 57  | FW   | 中華人民共和国 | 王昊斌                            |
| 58  | FW   | 中華人民共和国 | 彭逸翔                            |
| 59  | MF   | 中華人民共和国 | 梅帥軍                            |
| 60  | MF   | 中華人民共和国 | シェムシディン・ユスプジャン      |
| 61  | DF   | 中華人民共和国 | 斉千程                            |

監督
- 崔康熙

### ローン移籍選手
注：選手の国籍表記はFIFAの定めた代表資格ルールに基づく。
| No. | Pos. |                | 選手名                                   |
| --- | ---- | -------------- | ---------------------------------------- |
|     | GK   | 中華人民共和国 | 劉世博 (青島紅獅)                        |
|     | DF   | 中華人民共和国 | 畢津浩 (大連英博)                        |
|     | DF   | 中華人民共和国 | 吉翔 (南京城市)                          |
|     | DF   | 中華人民共和国 | 宋竜 (青島海牛)                          |
|     | DF   | 中華人民共和国 | 張弛 (青島海牛)                          |
|     | MF   | 中華人民共和国 | アブドゥラスル・アブドゥラム (河南FC)    |
|     | MF   | ポルトガル     | ペドロ・デルガド (成都蓉城)（徳爾加多）★ |

| No. | Pos. |                | 選手名                        |
| --- | ---- | -------------- | ----------------------------- |
|     | MF   | 中華人民共和国 | 段劉愚 (青島西海岸)           |
|     | MF   | 中華人民共和国 | 賈非凡 (青島海牛)             |
|     | MF   | 中華人民共和国 | 盧永濤 (河南FC)               |
|     | MF   | 中華人民共和国 | メウラン・ミジット (青島海牛) |
|     | MF   | 中華人民共和国 | 彭欣力 (長春亜泰)             |
|     | MF   | 中華人民共和国 | 斉天羽 (上海嘉定匯竜)         |
|     | FW   | 中華人民共和国 | 劉国宝 (長春亜泰)             |

## 歴代監督
- 殷鉄生（英語版） 1994-1997
- 金正男 1998
- 殷鉄生（英語版） 1998（代行）
- スロボダン・サントラチュ 1999-2000
- ジョルジェ・ココヴィッチ（英語版） 2000（代行）
- ボリス・イグナチエフ（英語版） 2001
- ヴァレリー・ニポムニシ 2002-2003
- リュビシャ・トゥバコヴィッチ（英語版） 2004-2009
- ブランコ・イバンコビッチ 2010-2011
- ラジコ・マギッチ（英語版） 2011（代行）
- マヌエル・バルボーザ（英語版） 2011（代行）
- ヘンク・テン・カテ 2012
- 呉金貴（英語版） 2012（代行）
- ラドミール・アンティッチ 2013
- クーカ 2014-2015
- マノ・メネーゼス 2016
- フェリックス・マガト 2016-2017
- 李霄鵬 2018-2020
- 郝偉（中国語版） 2020-2023
- 崔康熙 2023-

## 歴代所属選手

### GK
- 楊程 2002-2014
- 宗磊 2004-2005
- 李雷雷 2006-2012
- 耿暁鋒 2007-2014
- 劉偉国 2011
- 王大雷 2014-

### DF
- ホセ・オスカル・エレーラ 2001
- マルシオ・サントス 2001
- マリンコ・ガリッチ 2003
- 鄭智 2005-2007
- 鄭錚 2008-
- 杜威 2012-2014
- ライアン・マッゴーワン 2013-2014
- 戴琳 2014-
- 高准翼 2015-2016
- ジウ 2016-2019

### MF
- ニイ・ランプティ 2003-2004
- 周海浜 2003-2009, 2010-2013, 2017-2019
- アレクサンダー・ジヴコヴィッチ 2006-2009
- 王永珀 2004-2016
- ロダー・アンタル 2009-2013
- 鄧卓翔 2010-2011
- フリオ・セサル・レオン 2010-2011
- 蒿俊閔 2011-
- シマオ 2012
- 趙明剣 2013-2016
- ジュニオール・ウルソ 2014-2016
- ワルテル・モンティージョ 2014-2016
- ジュシレイ 2015-2017

### FW
- カシアーノ・デルバージェ 2000-2001
- 李金羽 2004-2010
- イオネル・ダンチウレスク 2005
- サンドロ 2009
- オビナ 2011-2013
- 王剛 2011-2014
- ジウベルト・マセナ 2012-2014
- ホセ・オルティゴサ 2012
- ヴァグネル・ラヴ 2013-2015
- マリウス・ニクラエ 2013
- 楊旭 2013-2016
- アロイージオ 2014-2016
- ジエゴ・タルデッリ 2015-2018
- パピス・シセ 2016-2018
- グラツィアーノ・ペッレ 2016-2020

## クラブ名の変遷
- 1994年 - 1997年 山東泰山足球倶楽部（中国語: 山东泰山足球俱乐部、英語: Shandong Taishan Football Club）
- 1998年 - 2020年 山東魯能泰山足球倶楽部（中国語: 山东鲁能泰山足球俱乐部、英語: Shandong Luneng Taishan Football Club）
- 2021年 - 山東泰山足球倶楽部（中国語: 山东泰山足球俱乐部、英語: Shandong Taishan Football Club）

## その他
- ユースなど育成組織には厚みがあり、中国では最大規模のサッカースクールを運営している。トップチームの60%が同組織の出身である。中国代表選手も多く輩出している。
- コーチはボスニアなど旧ユーゴスラビアからの優秀な指導者を招くことが多い。
- ホームタウンの済南市民はサッカー熱が高く、毎試合3万以上の動員を誇る。
- ジュビロ磐田と育成と指導者交流を目的としたクラブ間交流をしている。元磐田のアレクサンダー・ジヴコヴィッチもトップチームに在籍していた。
- 本拠地の済南市以外にも、山東省の各市にサポーターが多く、ファンクラブが多数存在している。
- 公式応援ソングがある。試合前にファンが熱唱する。